# Betuwe
De Betuwe is een landstreek in Nederland. De streek is hoofdzakelijk gelegen in het zuidwesten van de provincie Gelderland en bevat tevens een klein deel van het uiterst oostelijke deel van de provincie Zuid-Holland, het gedeelte van Gorinchem ten oosten van de rivier de Linge. In het zuiden wordt de Betuwe begrensd door de Waal en in het noorden door de Nederrijn en de Lek. Afgezien van het meest zuidwestelijke uiteinde van de streek, dat bij Zuid-Holland hoort, valt de westgrens samen met de grens tussen Gelderland en de provincie Utrecht; deze grenslijn wordt gevormd door de Diefdijk. In het uiterst zuidwestelijke deel van de Betuwe dat bij Zuid-Holland hoort, vormt de Linge de westgrens. In het oosten wordt de streek begrensd door de Nederrijn en het Pannerdensch Kanaal.
Het karakter van de streek wordt vooral gekenmerkt door de tuinbouw. In het bijzonder staat de Betuwe bekend om de fruitteelt in boomgaarden; deze vormen bij uitstek in de lente een opvallend aspect vanwege de bloesem en zijn daardoor (plaatselijk) een attractief element. Tevens staat de streek bekend vanwege het relatief veel voorkomen van oppervlaktewateren in het landschap. De Betuwse rivier de Linge, die dwars door de streek loopt, vormt een vooraanstaand landschapselement. Ook is de streek naamgever van de Betuweroute; deze Nederlandse goederenspoorlijn gaat dwars door de regio. Het demoniem voor iemand die in de Betuwe woont is 'Betuwenaar'.

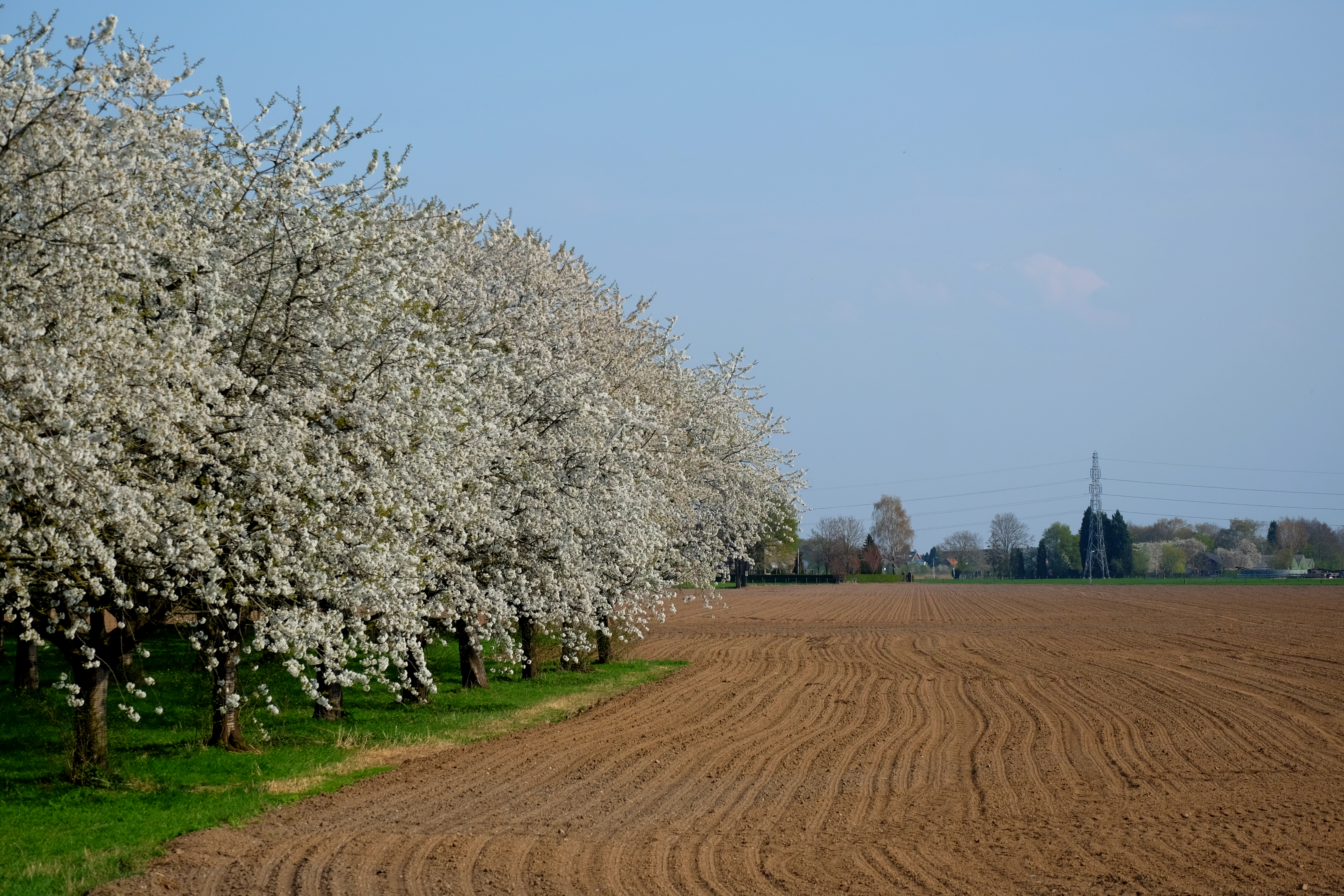
Betuws landschap met onder andere een boomgaard met zoete kersen bij Haalderen

## Etymologie
Er bestaan verschillende opvattingen omtrent de juiste oorsprong en betekenis van de naam Betuwe. Dikwijls wordt de streeknaam in verband gebracht met woorden als 'beter', 'goed' of 'profijtelijk'. Meestal wordt verondersteld dat de naam verwijst naar de zeer voedselrijke bodems die van nature in de streek voorkomen en zorgen voor vruchtbare landbouwgronden. Voorts wordt vaak beweerd dat Betuwe grofweg 'goede grond' zou betekenen. Dit zou het tegenovergestelde zijn van de naam van de aangrenzende landstreek de Veluwe; dit zou ruwweg 'slechte grond' betekenen, vanwege de voedselarme bodems aldaar.
Een vergelijkbare opvatting zou zijn dat Betuwe vertaald kan worden als 'het goede eiland'. Deze naam zou al voor de Romeinse tijd aan deze vruchtbare landstreek zijn gegeven, toen de Rijn (met zijn aftakkingen) het gebied nog volledig omsloten had. De Betuwe zou toen een eiland in de Rijndelta zijn geweest, waarop later de Germaanse stam de Bataven hun kernland zouden hebben gehad. Julius Caesar benoemde tevens in zijn Commentarii de bello Gallico een eiland in het Nederlandse rivierengebied waarop de Bataven woonden; dit eiland draagt de naam insula Batavorum ofwel 'eiland van de Bataven'.
Een andere verklaring is dat de naam Betuwe is afgeleid van (een oudtijdse stamnaam van) de Bataven zelf; dit kan in tegenstelling zijn met de opvatting dat de streeknaam verwijst naar de voedselrijke gronden. Het Germaanse element *bata zou met het Gotische bōta ('baat' of 'profijt') of batiza ('beter') in verband kunnen worden gebracht. Hierdoor zou de stamnaam de Bataven grofweg 'de beteren' kunnen betekenen. Wanneer dit wordt vergeleken met insula Batavorum ('eiland van de Bataven') dan zou in deze benaming Bataven/Batavorum verband houden met 'beter', 'goed' of 'profijtelijk', waardoor de Betuwe als 'eiland van de Bataven' toch ook herleid kan worden tot iets als 'het goede eiland' of 'het eiland van de beteren'. Dit wordt als een opmerkelijk gegeven beschouwd, want het is hierdoor onduidelijk of de etymologische associatie van de naam Betuwe met woorden als 'beter', 'goed' en 'profijtelijk' betrekking heeft op de vruchtbare (landbouw)gronden of op het Bataafse volk.
Er zijn historici die veronderstellen dat juist de Bataven hun stamnaam hebben afgeleid van (een oudtijdse streeknaam van) de Betuwe. In dit geval wordt ervan uitgegaan dat de streek voor de komst van de Bataven een oudtijdse naam voor Betuwe droeg, dat binnen deze opvatting iets soortgelijks als 'goede grond' of 'het goede eiland' betekent en dus hoogstwaarschijnlijk refereert naar de goede grond voor de landbouw.
De bekendste oudtijdse naam van de Betuwe die nog wordt gebruikt is Batouwe. Deze oude benaming is vooral terug te vinden in namen van relatief lang bestaande Betuwse bedrijven en verenigingen. Batouwe komt bijvoorbeeld voor in de namen van de Betuwse sportverenigingen Batouwe Basketball (uit Bemmel) en Golfvereniging De Batouwe (uit Zoelen). Ook de Tielse blusboot de Batouwe is naar deze oudtijdse streeknaam vernoemd.

## Geografie

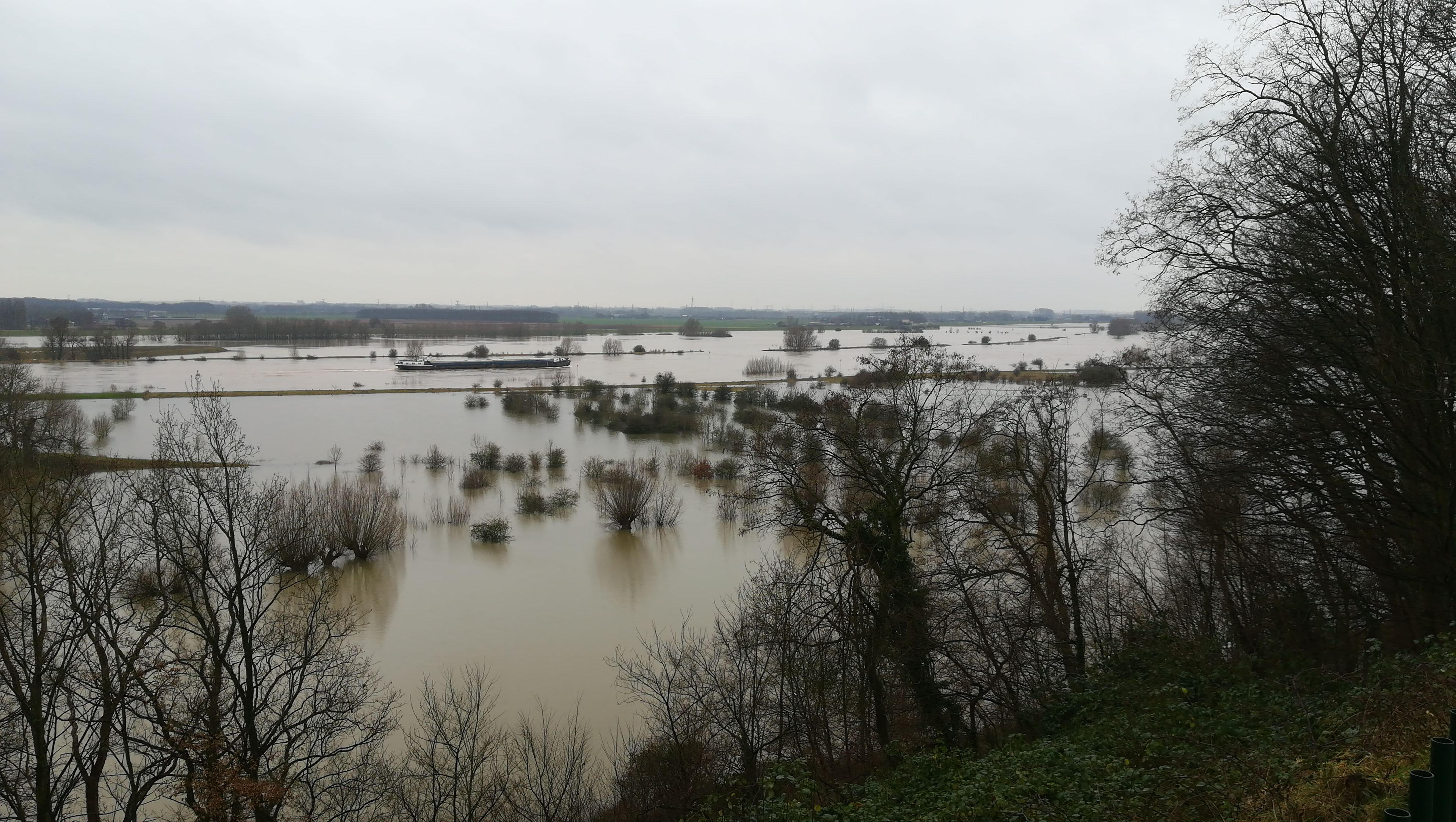
Uitzicht vanaf de Wageningse Berg op de Betuwe gedurende het hoogwater van de Nederrijn, in de winter van 2018

De Betuwe is onderdeel van het rivierengebied in Midden-Nederland. Het waterschap Rivierenland is verantwoordelijk voor het waterbeheer in de streek.

### Topografie

#### Onderverdeling

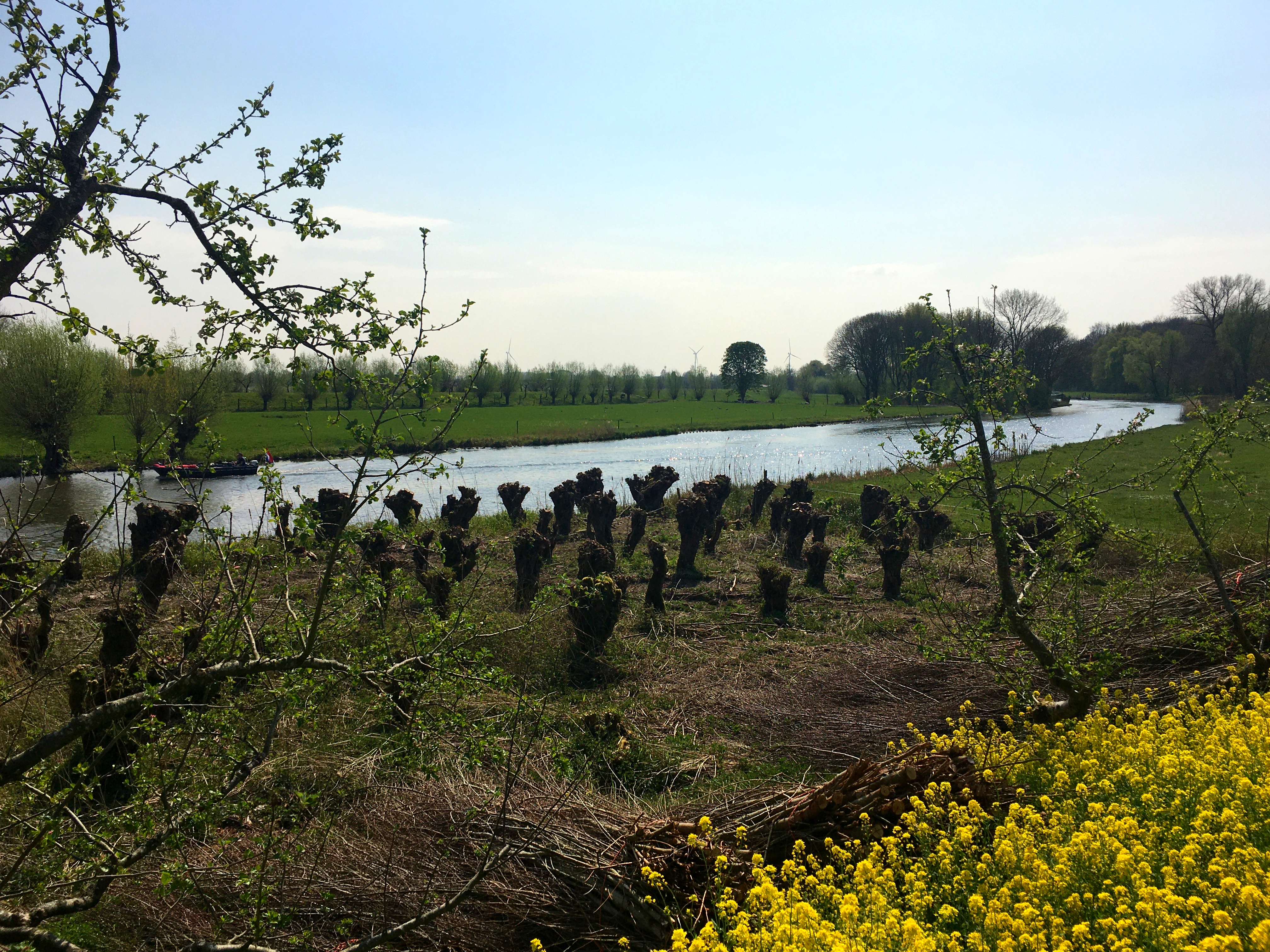
Landschapsbeeld van de Tielerwaard

De Betuwe wordt onderverdeeld in drie kleinere landstreken; dit zijn de Tielerwaard (het westelijke deel), de Neder-Betuwe (het middelste deel) en de Over-Betuwe (het oostelijke deel). De Tielerwaard bestaat uit het stadsdeel Gorinchem-Oost (gemeente Gorinchem) en de gemeentes West Betuwe en Tiel. De Neder-Betuwe wordt gevormd door de gemeentes Culemborg, Buren en de gelijknamige gemeente Neder-Betuwe. De Over-Betuwe bestaat uit de gemeente Overbetuwe, het stadsdeel Nijmegen-Noord (gemeente Nijmegen), het stadsdeel Arnhem-Zuid (gemeente Arnhem) en het volledige grondgebied van de gemeente Lingewaard afgezien van de Middelwaard.

#### Voormalig grondgebied

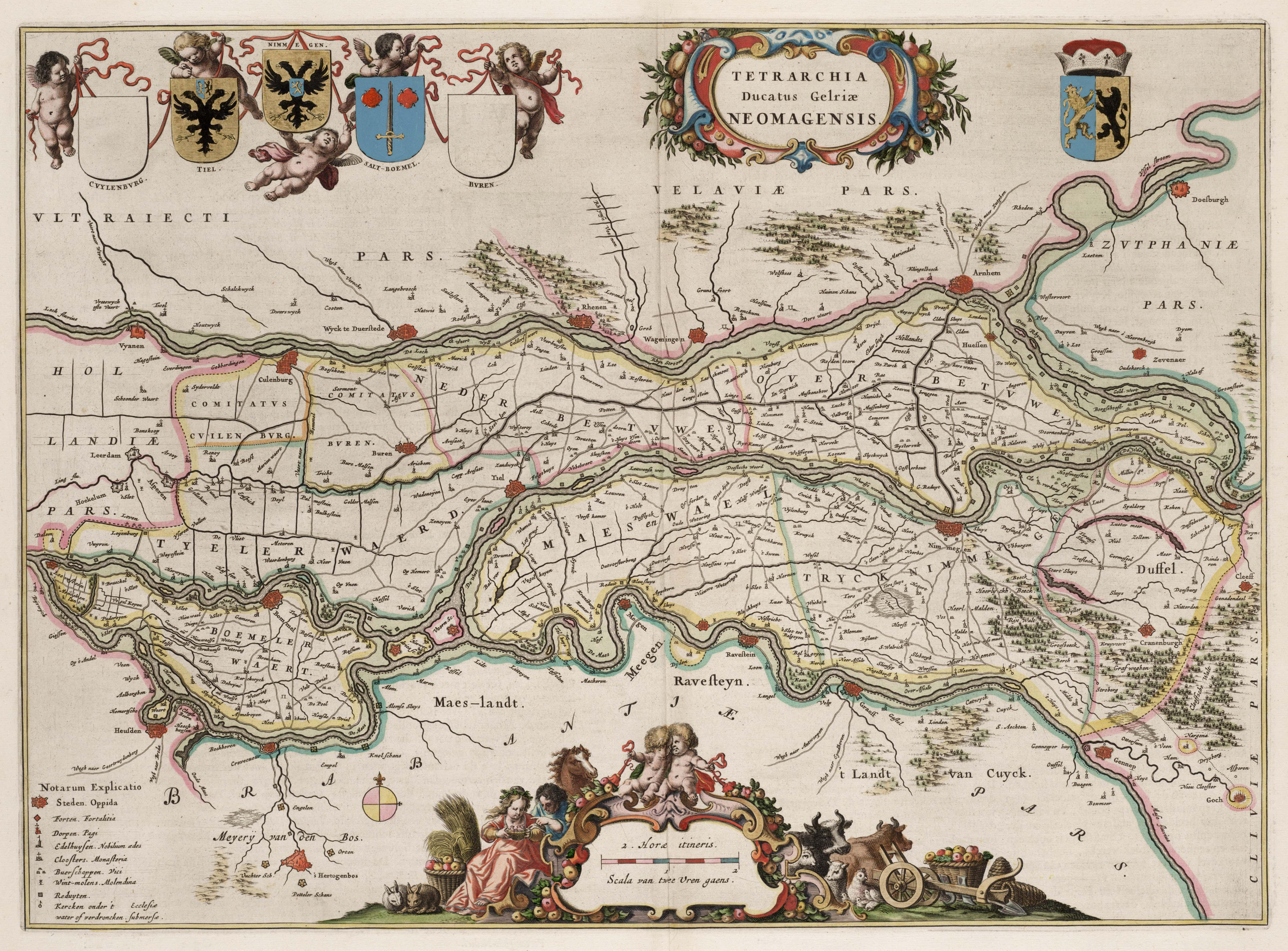
Kaart van het Kwartier van Nijmegen uit 1664 met daarin de Betuwe, verdeeld in de Over-Betuwe (Over Betvwu), Neder-Betuwe (Neder Betvwe) en Tielerwaard (Tyelerwaerd)

Sommige gebieden in het westen van de landstreek de Liemers hebben in het verleden in de Betuwe gelegen, in de kleinere streek de Over-Betuwe. Zo behoorde tot 1709 het grondgebied van de voormalige gemeente Rijnwaarden op het Gelders Eiland (nu onderdeel van de gemeente Zevenaar) tot de Over-Betuwe. Dit gebied werd sinds de aanleg van het Pannerdensch Kanaal in 1709 bij de Liemers ingedeeld en was vooral door deze verandering van de waterloop meer op Zevenaar georiënteerd geraakt. Vooral in het begin waren er echter wel verschillen in het dialect merkbaar.
Ook hoorde de Middelwaard (een klein buitendijks gebied nabij Loo) oorspronkelijk bij de Betuwe. De Middelwaard omvat het enige gedeelte van de gemeente Lingewaard dat niet in de Betuwe ligt, maar in de Liemers. Aanvankelijk was de Middelwaard een Over-Betuws riviereiland in de Rijn en hoorde bij de voormalige gemeente Huissen. Na de 17e eeuw begon dit riviereiland aan te zanden aan de kant van Loo, waardoor het sinds de aanleg van het Pannerdensch Kanaal tot de Liemers wordt gerekend. Desalniettemin zijn de gemeentegrenzen nooit aangepast; de Middelwaard bleef in bezit van de voormalige gemeente Huissen, die in 2000 is opgegaan in de fusiegemeente Lingewaard.

#### Bijgevoegd grondgebied
De Tielerwaard werd voor 1327 niet bij de Betuwe ingedeeld. Dit verklaart de afwijkende naam ten opzichte van de twee andere kleinere Betuwse streken de Over-Betuwe en de Neder-Betuwe.

#### Grotere plaatsen

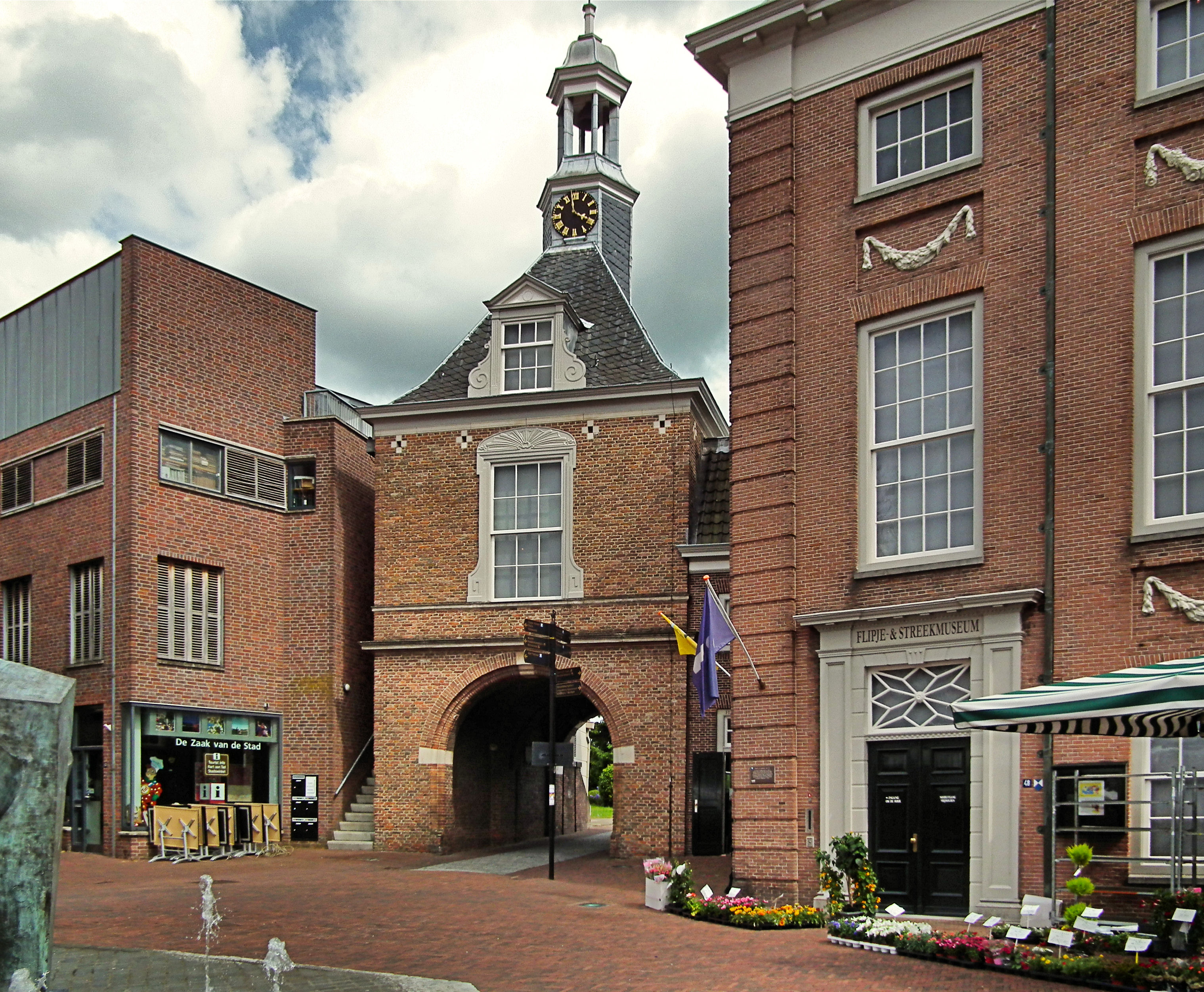
Het Flipje & Streekmuseum en de Waterpoort in het centrum van Tiel

Tot de grotere Betuwse plaatsen behoren Tiel, Culemborg, Huissen, Elst en Geldermalsen. De Hanzestad Tiel heeft van oudsher een voorname rol gespeeld in de streek en wordt soms zelfs de 'hoofdstad van de Betuwe' genoemd. Tiel ligt centraal in de streek en heeft de belangrijkste regiofunctie binnen de regio Rivierenland: een samenwerkingsverband waarvan de Betuwe onderdeel is. Het Regionaal Archief Rivierenland (RAR), dat in Tiel is gevestigd, is het belangrijkste historisch informatie- en documentatiecentrum van de Betuwe. De archieven van de voormalige Betuwse polderdistricten worden in het RAR bewaard. Ook de Nederlandse jamfabriek "De Betuwe" was van 1885 tot 1993 in deze stad gevestigd; deze jamfabriek speelde een belangrijke rol in de landstreek.

### Aangrenzende streken
| Aangrenzende landstreken   | Aangrenzende landstreken | Aangrenzende landstreken | Aangrenzende landstreken | Aangrenzende landstreken |
| -------------------------- | ------------------------ | ------------------------ | ------------------------ | ------------------------ |
|                            | Gelderse Vallei          |                          | Veluwe                   |                          |
| Vijfheerenlanden           |                          |                          |                          |                          |
| Alblasserwaard             | Liemers                  |                          |                          |                          |
| Land van Heusden en Altena |                          |                          |                          |                          |
|                            | Bommelerwaard            | Land van Maas en Waal    | Rijk van Nijmegen        | De Duffelt               |

### Fysische geografie
Beeldbepalend in de Betuwe is het rivierlandschap in het laagland van Midden-Nederland. Het is gevormd door de Waal, de Nederrijn, de Lek, de Linge, de Korne en de Zoel. Deze rivieren behoren allen tot de benedenloop van de Rijn. Ook doorkruist het Amsterdam-Rijnkanaal de streek. De belangrijkste geologische formaties waarop de Betuwe ligt zijn de Formatie van Kreftenheye, de Formatie van Waalre en de Formatie van Echteld; de laatstgenoemde formatie werd ook de 'Betuwe Formatie' genoemd. Een zeldzaam Nederlands bodemtype dat veel in de Betuwe voorkomt zijn de hofeerdgronden. Het landschap in de streek bestaat hoofdzakelijk uit een afwisseling van oude stroomgeulen, de stroomruggen aan weerszijden daarvan en de kommen met rivierklei die verder van de rivieren vandaan liggen. De oude rivierlopen zijn op verscheidene plekken in het Betuwse landschap herkenbaar (zowel binnendijks als buitendijks). Overige typische landvormen die relatief veel in de landstreek voorkomen zijn rivierstranden, crevassegeulen, oeverwallen en kolken.

### Vegetatie
Het grootste oppervlakte van de Betuwe was begroeid met het essen-iepenbos, waarvan nog kleine resten over zijn gebleven en een waaraan een hoge natuurwaarde wordt toegekend. Het essen-iepenbos geldt echter nog steeds als potentieel natuurlijke vegetatie voor het grootste oppervlakte van de streek. Veel essen-iepenbos werd in eerste instantie gekapt en omgevormd tot boomgaard. Typisch voor ietwat modderige paadjes in Betuwse boomgaarden is het in de lente massaal optreden van muizenstaart, die aspectbepalend is in tredvegetatie van de associatie van varkenskers en schijfkamille bij boomgaarden. In muurvegetatie van oude Betuwse gebouwen is kerkmosterdkorst, een in Nederland zeer zeldzaam korstmos, een bijzondere verschijning.

### Agricultuur

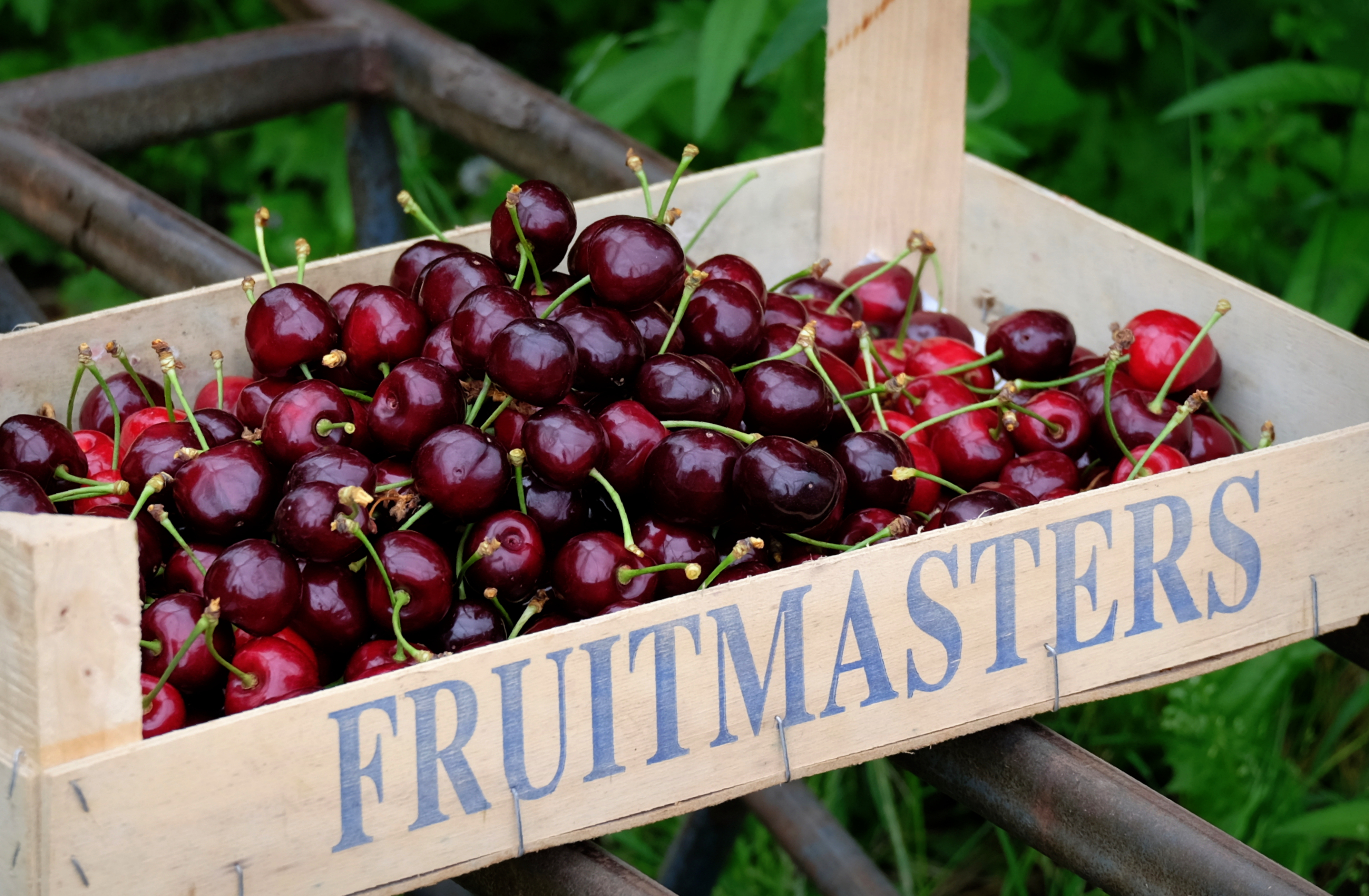
Vruchten van de zoete kers (Prunus avium) tijdens de oogst in begin juli in Driel (Overbetuwe)

De Betuwe staat vooral bekend om haar grootschalige tuinbouw, waaronder in het bijzonder de fruitteelt van gewassen uit de rozenfamilie; vooral worden er appels, peren, kersen, pruimen en aardbeien geteeld. De verklaring voor dit landgebruik in de streek ligt hoofdzakelijk in haar geologie; er is sprake van een sterk agrogeologisch verband. In bijna de gehele Betuwe komt vruchtbare rivierklei voor in de bodem. Met name de stroomruggen, met zandig materiaal aan de oppervlakte, werden van oudsher al gebruikt voor de tuinbouw en worden als een van de beste landbouwgronden van Nederland beschouwd. De grootste coöperatieve fruitveiling van Nederland, FruitMasters, is gevestigd in Geldermalsen (West Betuwe). In mindere mate komen ook wijngaarden in de Betuwe voor, waaronder het Betuws wijndomein, dat een van de grootste en bekendste wijngaarden van Nederland is. Naast de fruitteelt in boomgaarden zijn er in de streek ook andere takken van de tuinbouw die relatief veel bedreven worden, waaronder de glastuinbouw (vooral in de Over-Betuwe) en de boomteelt. Tevens kwamen grienden vanouds relatief veel voor langs de Betuwse rivieroevers; deze zijn vooral in de Tielerwaard nog aanwezig. Van de wilgentenen die van de grienden geoogst worden, werd van oudsher een specifiek type Betuwse mand gevlochten, die een hoenderik wordt genoemd. Hoenderikken worden gebruikt bij het oogsten van de kersen in juni en/of juli.
In de Betuwe zijn twee typen hallenhuisboerderijen opmerkelijk veel te vinden. Dit is de krukhuisboerderij en de T-boerderij. Het laatstgenoemde boerderijtype wordt bovendien vaak een 'Betuwse boerderij' genoemd. Typerend aan beide boerderijtypen is dat het voorhuis (het woongedeelte) zijdelings is uitgebouwd, waardoor het dwars op het bedrijfsgedeelte (de schuur en/of stal) staat. De zijwaartse uitbouw van het woongedeelte van deze boerderijen had voor de bedrijfsvoering doorgaans geen belang. Meestal was het voor de Betuwse agrariër een blijk van relatieve welstand; dit hield verband met de bijzonder gunstige en vruchtbare landbouwgronden van de streek.

### Infrastructuur

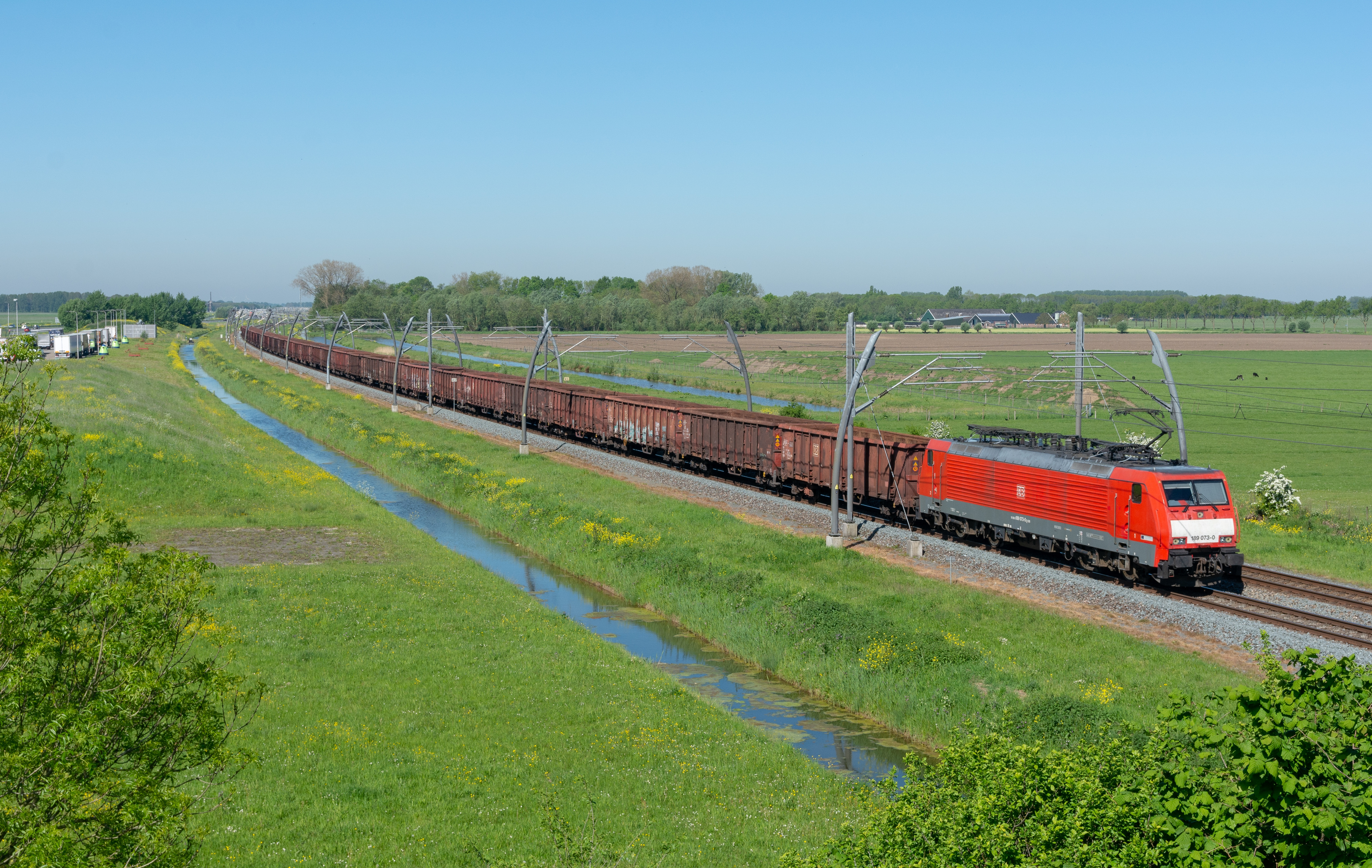
De Betuweroute tussen Gellicum en Hellouw, in de gemeente West Betuwe.

Door de streek loopt de goederenspoorlijn de Betuweroute. Deze 160 kilometer lange spoorlijn verbindt de Maasvlakte bij Rotterdam via de Betuwe met de Duitse grens (enkele kilometers voorbij Zevenaar). Ook het tracé van de spoorlijn Elst - Dordrecht loopt door de Betuwe; deze spoorlijn wordt veelal de "Betuwelijn" genoemd.
De belangrijkste en grootste autosnelweg in de Betuwe is de rijksweg 15, die voor een groot deel door de streek loopt. Daarnaast is in de linkerhelft van de Betuwe de N320 een belangrijke autoweg; deze weg loopt van de stad Culemborg tot aan Kesteren.
In het westen van de Betuwe loopt het Betuwepad; dit een lusvormig streekpad dat is uitgezet door Wandelnet. Het streekpad is circa 150 km lang.

#### Voormalig streekvervoer
Van 1907 tot 1932 verzorgde het Bemmelse stoomtrambedrijf de Betuwsche Stoomtramweg-Maatschappij (afgekort BSM) het openbaar vervoer in de Over-Betuwe met stoomtrams. Tevens deed het bedrijf diensten voor het goederenvervoer in de Over-Betuwe. De BSM exploiteerde de voormalige Over-Betuwse stroomtramlijnen Arnhem-Lent, Elst-Bemmel, Elden-Lent, Bemmel-Pannerden en Huissen-Doornenburg.
In de Neder-Betuwe en de Tielerwaard was de stoomtramlijn Tiel-Culemborg een bekende tramlijm; deze werd geëxploiteerd door de nv 'Stoomtram Tiel-Buren-Culemborg' (afgekort TBC). De stoomtramlijn Tiel-Culemborg heeft bestaan van 1906 tot 1918.
Van 1966 tot 1971 fungeerde het Tielse streekbussenbedrijf de Betuwse Streekvervoer Maatschappij als openbare vervoersdienst in delen van de Betuwe en de Bommelerwaard. Dit streekbussenbedrijf was het resultaat van een fusie van de Velox uit Andelst, de ETAO uit Tiel en de Autobusonderneming J.H. van Ballegooijen uit Haaften.

## Geschiedenis
Er zijn in de Betuwe op verschillende plaatsen belangrijke vondsten gedaan uit de Romeinse tijd. In de Romeinse tijd liep de limes (de Romeinse rijksgrens) langs de Oude Rijn en de Nederrijn. In Elst zijn drie Romeinse tempels opgegraven. Een van deze tempels ligt in het gebied van de Westeraam (de Tempel van Westeraam) en twee liggen onder de Grote Kerk in Elst (de Tempels van Elst).
Tijdens de middeleeuwen en in de Vroegmoderne Tijd behoorde de Betuwe grotendeels tot het Kwartier van Nijmegen; dit was een van de vier kwartieren (gewesten) van het oude hertogdom Gelre. Uitzonderingen waren het graafschap Buren, het graafschap Culemborg en de Kleefse enclave Huissen.

### Tweede Wereldoorlog
De Betuwe heeft in het bijzonder in de Tweede Wereldoorlog zwaar geleden. De landstreek kwam na Operatie Market Garden midden in het frontgebied te liggen tussen de Duitsers en de geallieerden, waardoor het in de periode 1944–1945 een zeer gevaarlijk oorlogs- en watersnoodgebied was geworden. Er vonden zware gevechten plaats, evenals grote evacuaties en hardnekkige overstromingsrampen. Vooral in het oostelijke deel van de Betuwe (tot de lijn Opheusden-Dodewaard) werd intensief gevochten. Gedurende deze periode zijn er in dit gebied 132 vliegtuigen neergestort. De Betuwe werd door de geallieerden 'The Island' genoemd, vanwege de (gevaarlijke) waterlopen rondom de destijds deels geëvacueerde landstreek. In Heteren is het Betuws Oorlogsmuseum "The Island" 1944-1945 gevestigd, dat hoofdzakelijk is gewijd aan de oorlogsgevechten die in de streek plaatsvonden in de periode 1944–1945.

#### Evacuatie van de Betuwe
Vanwege de zeer onveilige toestanden, vonden er in de bovengenoemde periode verscheidene oorlogsgerelateerde evacuaties plaats in de Betuwe. Onder één noemer worden al deze evacuaties tezamen doorgaans aangeduid als de 'evacuatie van de Betuwe'. Een van de bekendste ontruimingen uit deze reeks evacuaties was de massale vluchttocht in de Over-Betuwe in september 1944; deze vluchttocht hield verband met de evacuatie van Arnhem. Ter nagedachtenis aan de grote evacuatievlucht in de Over-Betuwe, wordt sinds 2011 elk jaar de zogenaamde Exodus Wandeltocht vanuit Huissen georganiseerd. Een andere beroemde evacuatie uit de eerdergenoemde reeks was Operatie Noach. Dit was een ontruimingsoperatie die door de geallieerden werd uitgevoerd in hoofdzakelijk de rechterhelft van de landstreek. De geallieerden wilden de mensen in de Betuwe behoeden voor de inundatie door de Duitse bezetter. Op 4 december 1944, in het begin van de inundatie van de Betuwe, werd Operatie Noach in werking gesteld.

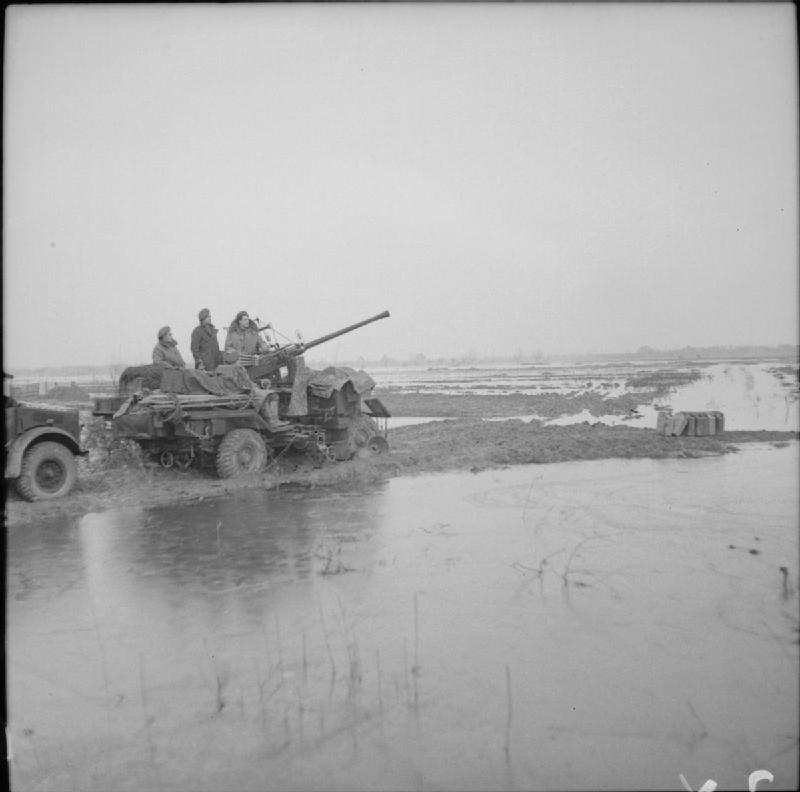
Een foto uit midden december 1944 in Elst. Geallieerde troepen (gewapend met een Bofors 40L60-kanon) rijden door het door de Duitsers geïnundeerde Betuwse rampgebied.

#### Inundatie van de Betuwe
In de periode 1944–1945 werd in Nederland de inundatie van 1944–1945 door de Duitse bezetter geïnitieerd; de Betuwe behoorde tot een van de belangrijkste inundatiegebieden binnen dit plan. De bezetter wilde door middel van dit inundatieproject een eventuele opmars door de geallieerden verhinderen. Aanvankelijk werd er onder de codenaam 'Plan Heide' gewerkt aan een plan om een overstroming te veroorzaken in het deel van de Betuwe tussen het Amsterdam-Rijnkanaal en de Neder-Betuwse Liniedijk bij Kesteren en Ochten. Plan Heide werd echter afgelast en vervangen door een ander inundatieproject, dat de codenaam 'Fall Storch' had gekregen. Het doel van Fall Storch was om het oostelijke deel van de Betuwe (tot aan de Liniedijk) te inunderen, opdat de geallieerden konden worden verdreven en genoodzaakt werden de bevolking te evacueren. De SS zou ervoor zorgen dat de Betuwenaren ten onrechte zouden gaan denken dat de geallieerden zelf schuldig waren aan de overstroming.

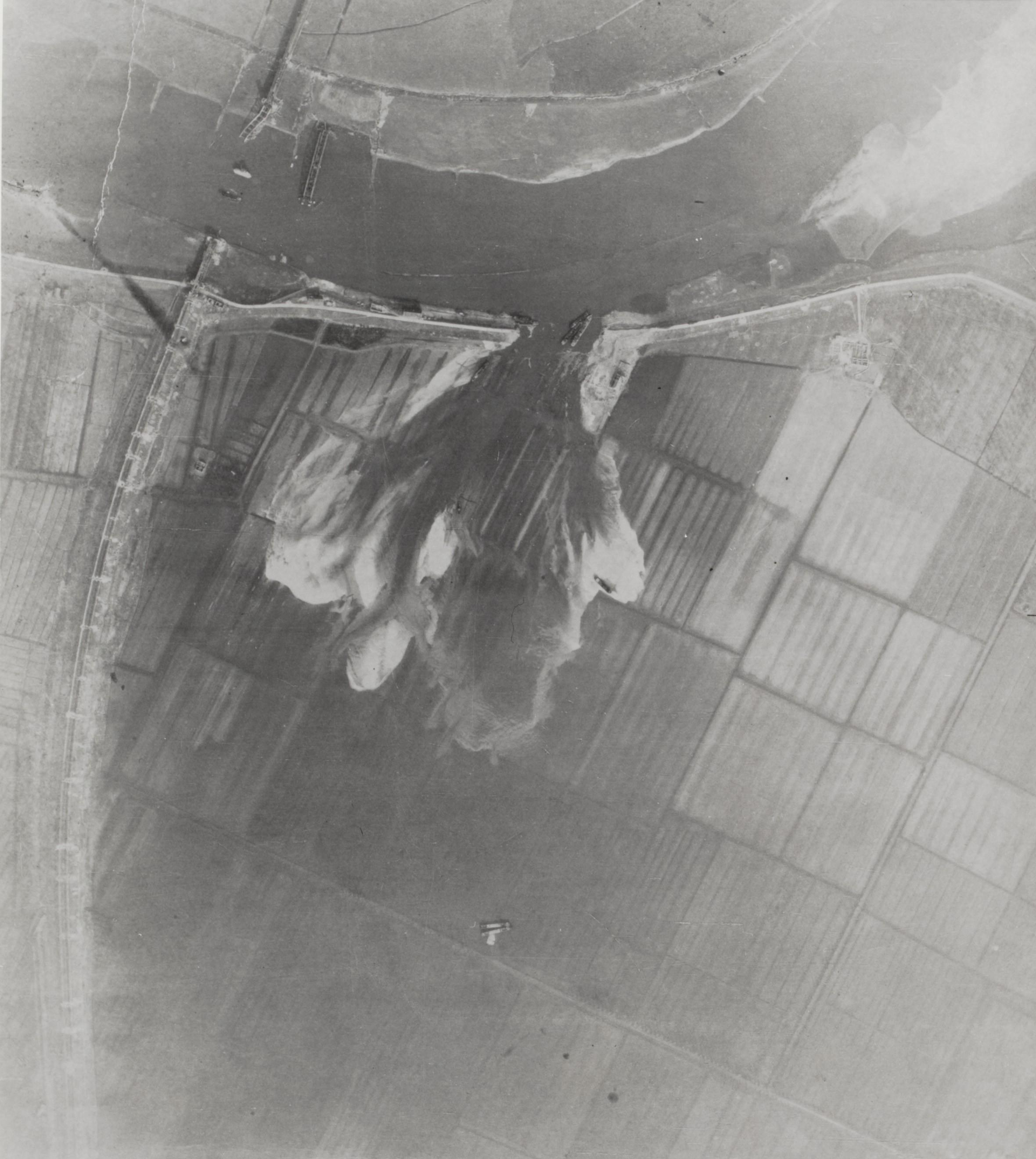
Een luchtfoto uit maart 1945 in Arnhem-Zuid. Op de foto is de plek waar de Drielsedijk is beschadigd goed te zien. Linksboven ziet men de opgeblazen Spoorbrug Oosterbeek.

De uitvoering van Fall Storch begon op 2 december 1944. In de middag werd de Drielsedijk beschadigd (nabij de spoorbrug Oosterbeek) en in de avond de Griftdijk (langs de Grift ten zuiden van Elden). De schade aan deze dijken werd aangebracht met behulp van dynamiet. Direct na de eerste dijkdoorbraak stroomde het koude buitenwater van de Nederrijn met grote kracht de Betuwe in. Het water dat de streek in stroomde bereikte relatief snel de Liniedijk in de Neder-Betuwe. Het overstromingswater was zo sterk, dat op 6 december de Liniedijk ook bezweek. Dit was echter niet de bedoeling van de Duitse bezetter, die nu ook zijn eigen krijgsmacht aanzienlijk liet verzwakken door deze watersnood. Het bleek erg lastig om de beschadigingen aan de dijken snel en permanent te laten repareren.
Het overstromingswater in het Betuwse rampgebied veroorzaakte veel schade. Het landschap had dikwijls een dramatische aanblik gekregen, waarin veel fruit en verdronken vee in het overstromingswater ronddreef. De Betuwenaren die niet geëvacueerd waren vluchtten (eventueel met hun vee) veelal naar de hoger gelegen plekken, waaronder vooral dijken, donken en vloedschuren. Ook waren er mensen die tijdelijk op de zolder of op het dak van hun onder water gelopen huis verbleven. Gaandeweg werd er steeds meer honger geleden en de hygiëne werd aanzienlijk slechter. Rond midden december begon het peil van het overstromingswater lichtelijk te dalen. Het ging vriezen, waardoor grote delen van de Betuwe in een ijsvlakte waren veranderd. Rond de eerste dagen van 1945 zakte het waterpeil nog verder omlaag en was het meeste ijs gesmolten. Veel wegen werden toen weer begaanbaar, waarna de algemene omstandigheden in het rampgebied beter werden.
Eind januari 1945 begon de stand van het oppervlaktewater weer te stijgen ten gevolge van hevige sneeuwval. Op 8 februari 1945 werd het rampgebied opnieuw getroffen door een grote overstroming. Halverwege februari 1945 werd de situatie zodanig kritiek, dat de kanaaldijk aan de westkant van het Amsterdam-Rijnkanaal op breken stond. Aan de westkant van deze kanaaldijk kwam zoveel kwelwater uit de bodem naar boven, dat bijna het hele dorp Zoelen inmiddels onder water was komen te staan. Als de kanaaldijk bezweek, dan zou het overstromingswater de Tielerwaard in kunnen stromen tot aan Gorinchem. De heemraden en dijkgraven riepen daarom mannen uit alle omliggende plaatsen op om de gehele kanaaldijk te komen verstevigen. Ondanks het gevaar was de opkomst relatief groot: er hielpen naar schatting 3800 mannen mee. In één dag hebben zij een bekisting van ongeveer een meter hoog op de kanaaldijk aangebracht (van Rijswijk tot en met Tiel). De waterstand begon eind februari te zakken.

### Evacuatie van het Rivierenland
In de winter van 1995 dreigde er nogmaals een grote overstroming in de Betuwe te ontstaan. Vanwege gevaarlijk hoge waterstanden van de grote rivieren, moesten er ongeveer 140.000 mensen uit de Betuwe worden geëvacueerd. Dit hield verband met de evacuatie van het Rivierenland. De inwoners werden verplicht om na 31 januari 1995 voor vijf dagen tot drie weken weg te blijven. Deze evacuatie had ook betrekking op andere landstreken en polders van het rivierengebied, waaronder de Bommelerwaard en het Land van Maas en Waal. Als de dijken zouden breken, konden veel Betuwse plaatsen tot wel vijf meter onder water komen te staan. In de volksmond wordt de evacuatie van het Rivierenland vaak de 'hoogwatervakantie' genoemd.

## Evenementen
In de Betuwe vinden verscheidene jaarlijkse evenementen plaats, waarvan de meeste min of meer zijn gerelateerd aan de fruitteelt in de streek. Meestal vinden deze evenementen plaats tijdens de bloesem- of oogsttijden van de fruitbomen.

### Wandeltochten
Gedurende de lente, in de bloesemtijd van de fruitbomen, worden er plaatselijk jaarlijkse wandelevenementen in de Betuwe georganiseerd omtrent de bloesems, die dan een opvallend aspect van de streek vormen. Tot de bekendste Betuwse wandelevenementen behoren de 'bloesemtochten' ofwel 'lentetochten' in de omgeving van Geldermalsen, zoals de Betuwse Lentetocht en de Nationale Rode Kruis Bloesemtocht. Een ander type jaarlijkse wandeltocht is de Exodus Wandeltocht in de Over-Betuwe in juni. De laatstgenoemde tocht is ter nagedachtenis aan de grote vluchttocht in de Over-Betuwe in de Tweede Wereldoorlog; dit hield verband met de evacuatie van Arnhem.

### Kersendagen
In sommige Betuwse plaatsen viert men tijdens de kersenoogsttijd (in juni en/of juli) de 'kersenfeesten' of 'kersendagen'. Hiermee worden (meestal kleinschalige) lokale feesten bedoeld, die verband houden met de kersenoogst in plaatsen waar de kersenteelt een prominente rol speelt (of speelde) in de cultuur van de desbetreffende plaats. Voorbeelden van plaatsen met een relatief bekend kersenfeest zijn bijvoorbeeld Gendt en Driel. In de omgeving van Wadenoijen zijn de 'Betuwse Open Kersendagen' en de 'Betuwse Zelfpluk Kersendagen' bekende jaarlijks terugkerende evenementen omtrent de kersenoogsttijd.

### Fruitcorso
In Tiel wordt in september ook het jaarlijkse Betuwse Fruitcorso gehouden, waarbij optochten worden georganiseerd met praalwagens die zijn versierd met fruit en groenten. Het Fruitcorso wordt hoofdzakelijk bezocht en georganiseerd door inwoners van de gemeente Tiel en plaatsen in vooral de westelijke helft van de Betuwe. Vanwege het Fruitcorso en Appelpop trekt de Betuwe in september relatief veel bezoekers.

### Muziek
Het grootste en bekendste muziekfestival in de Betuwe is Appelpop; dit is het grootste gratis muziekfestival van Nederland. Het betreft een jaarlijks terugkerend popfestival in Tiel en vindt plaats tijdens de appeloogsttijd in de maand september. 
Een ander bekend Betuws muziekevenement is de 'Parel van de Betuwe'. Het betreft een sinds 1990 georganiseerde talentenjacht voor muzikanten uit de Betuwe. De finale vindt plaats in april in De Gelderlandfabriek.

## Fotogalerij

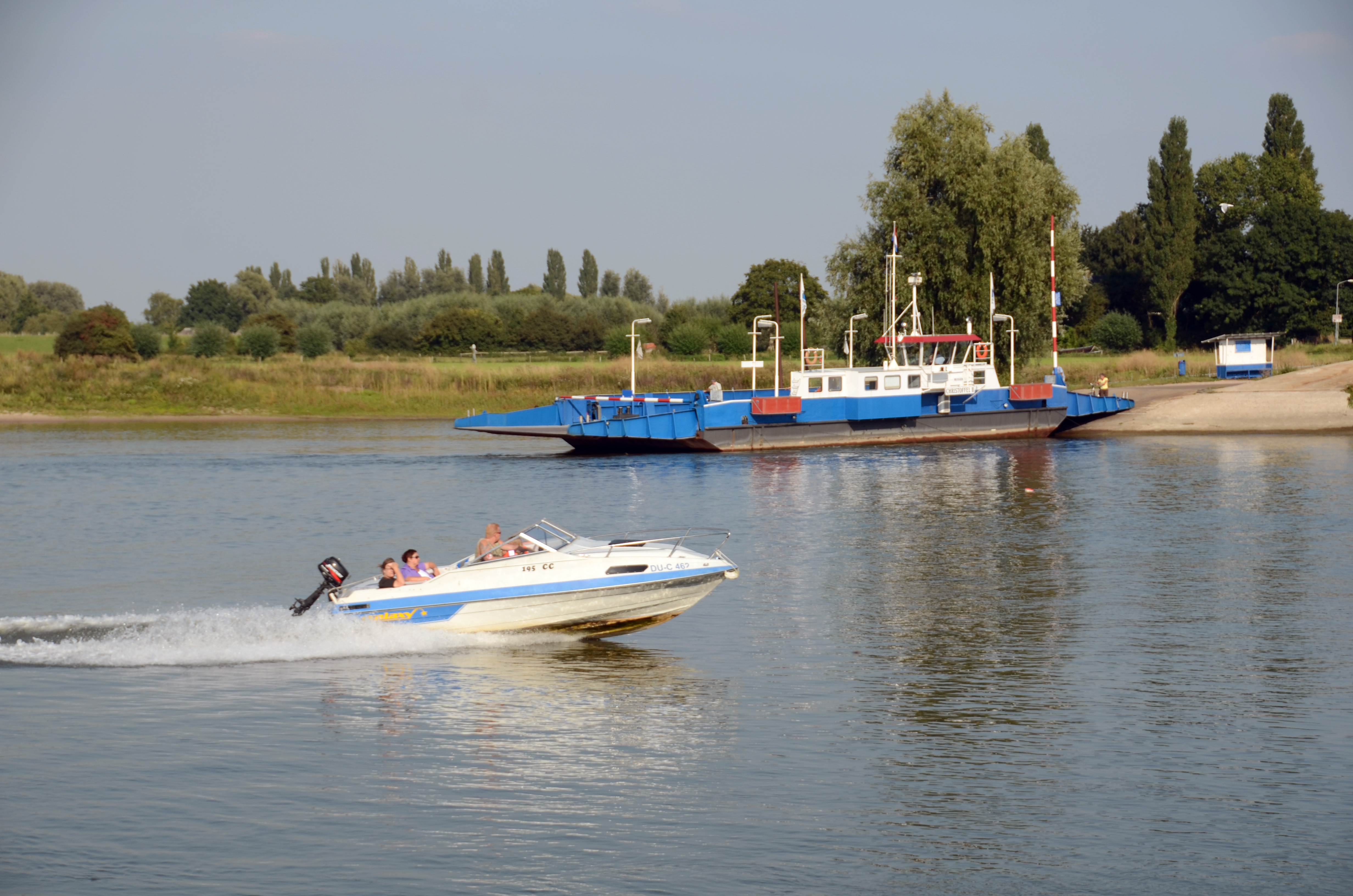
Waterverkeer op de Nederrijn bij Huissen (veerpont en motorboot)
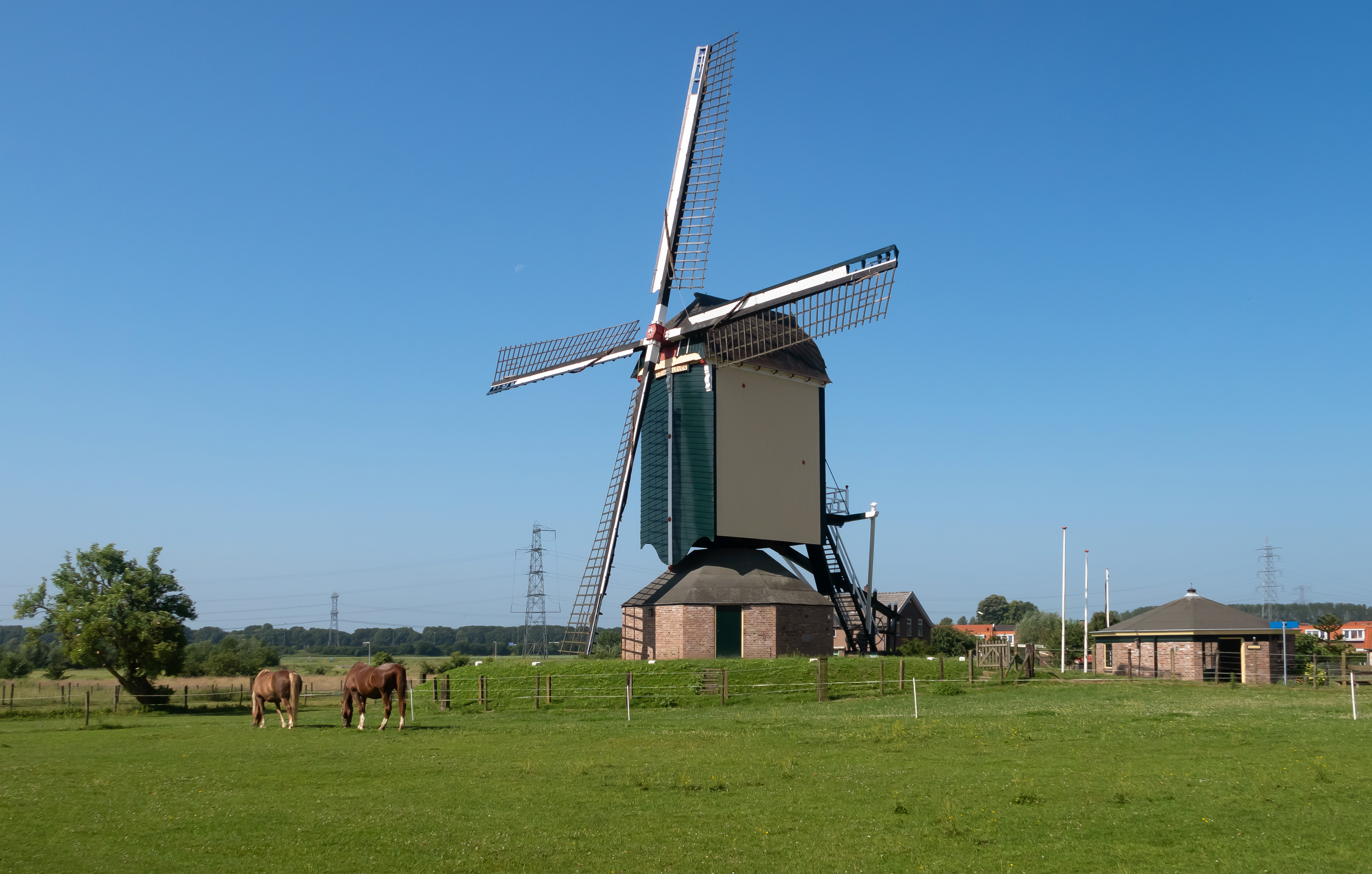
Nieuw Leven, een molen in het dorp Valburg (Overbetuwe)
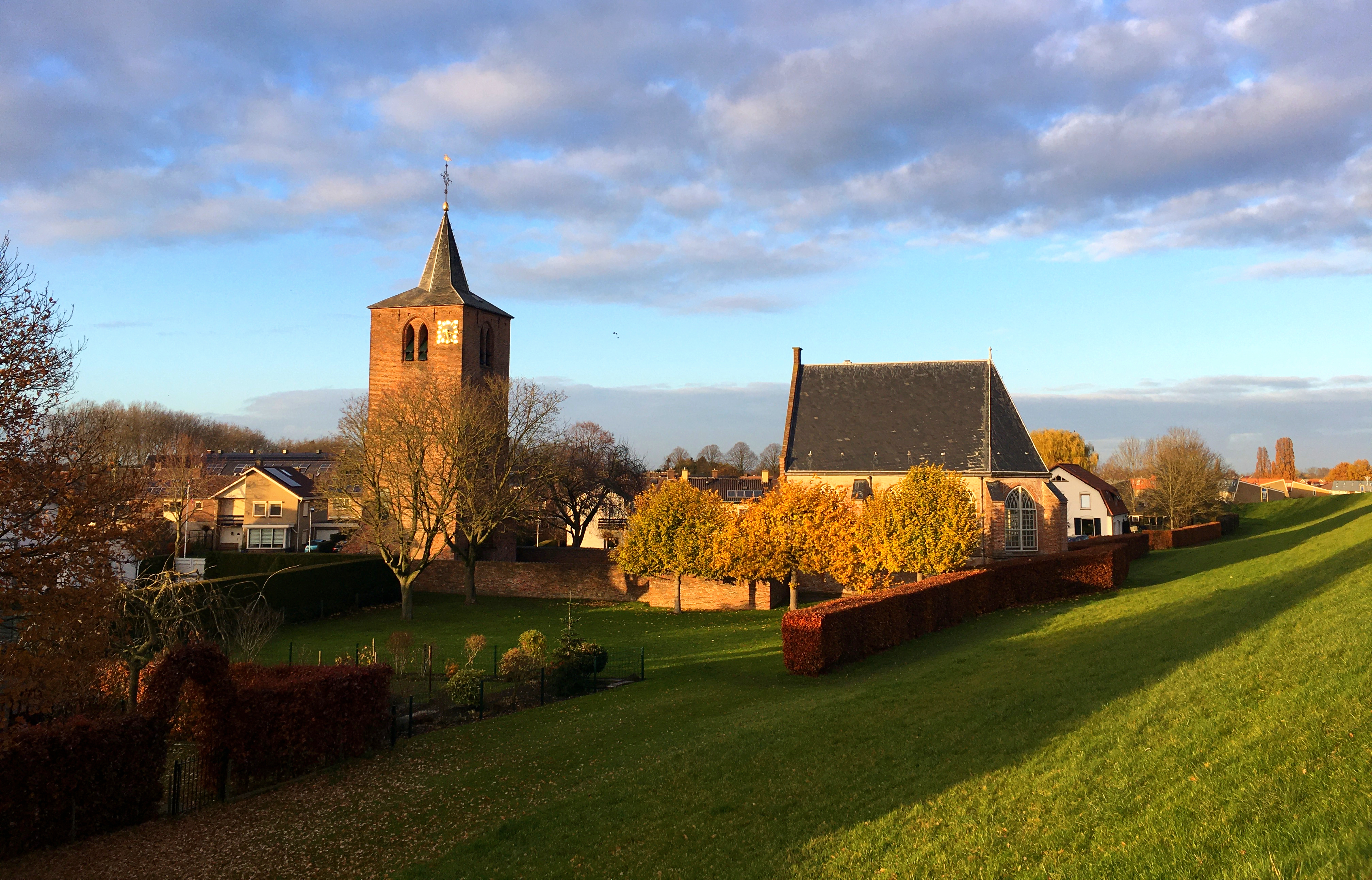
Protestantse kerk van Gendt aan de Waaldijk (Lingewaard)
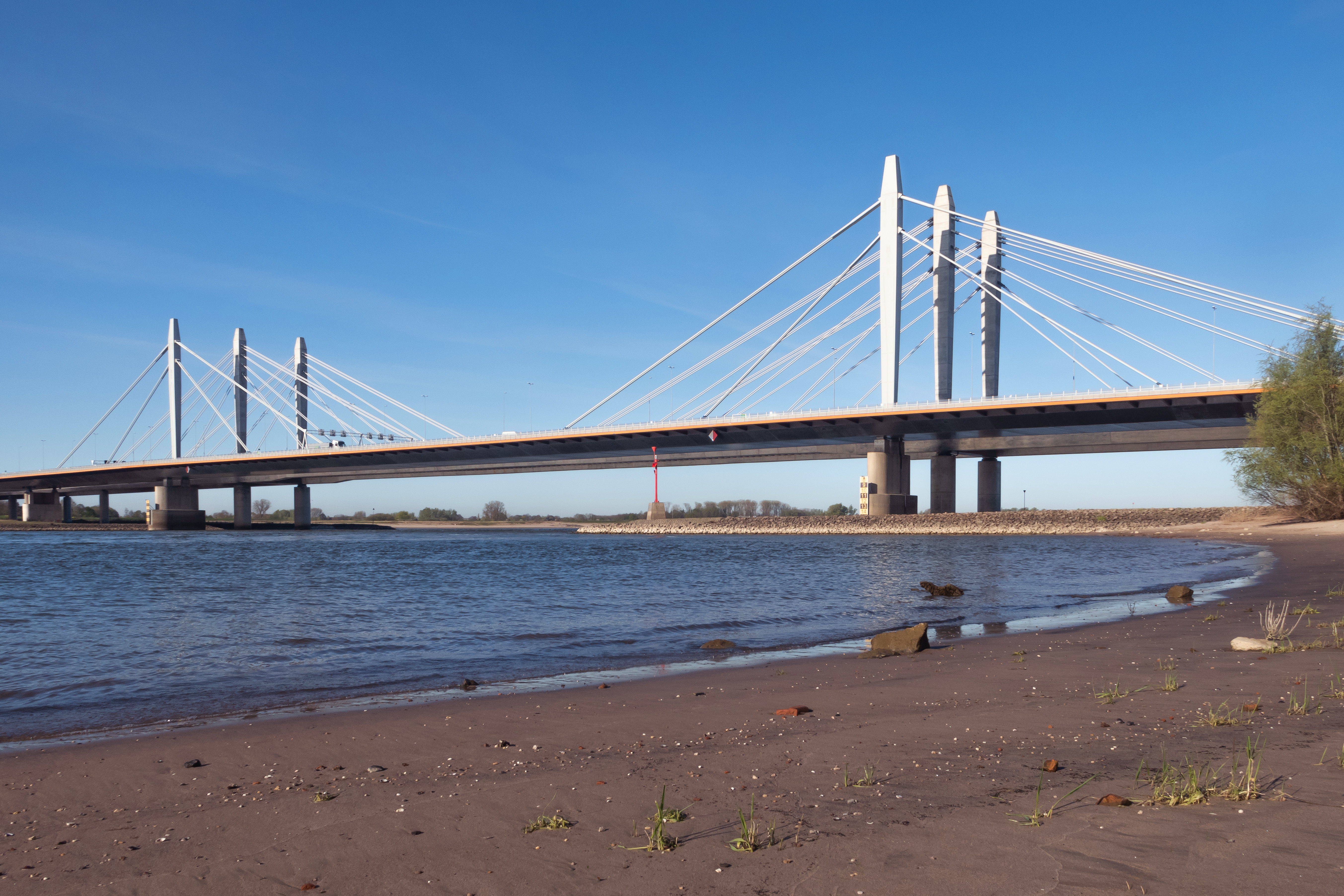
De Tacitusbrug over rivier de Waal: van Herveld naar Ewijk
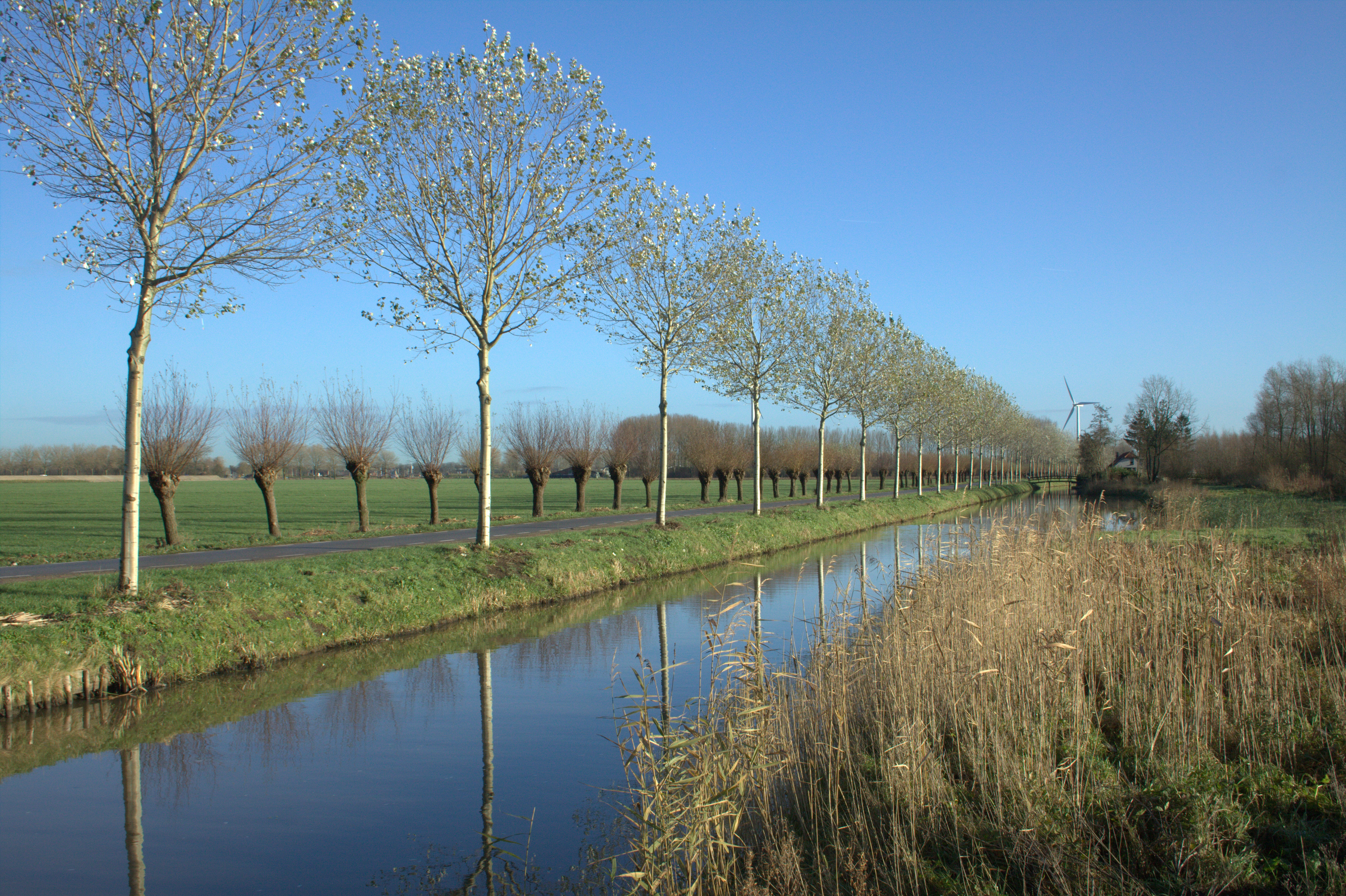
Lange Avontuurseweg nabij Culemborg
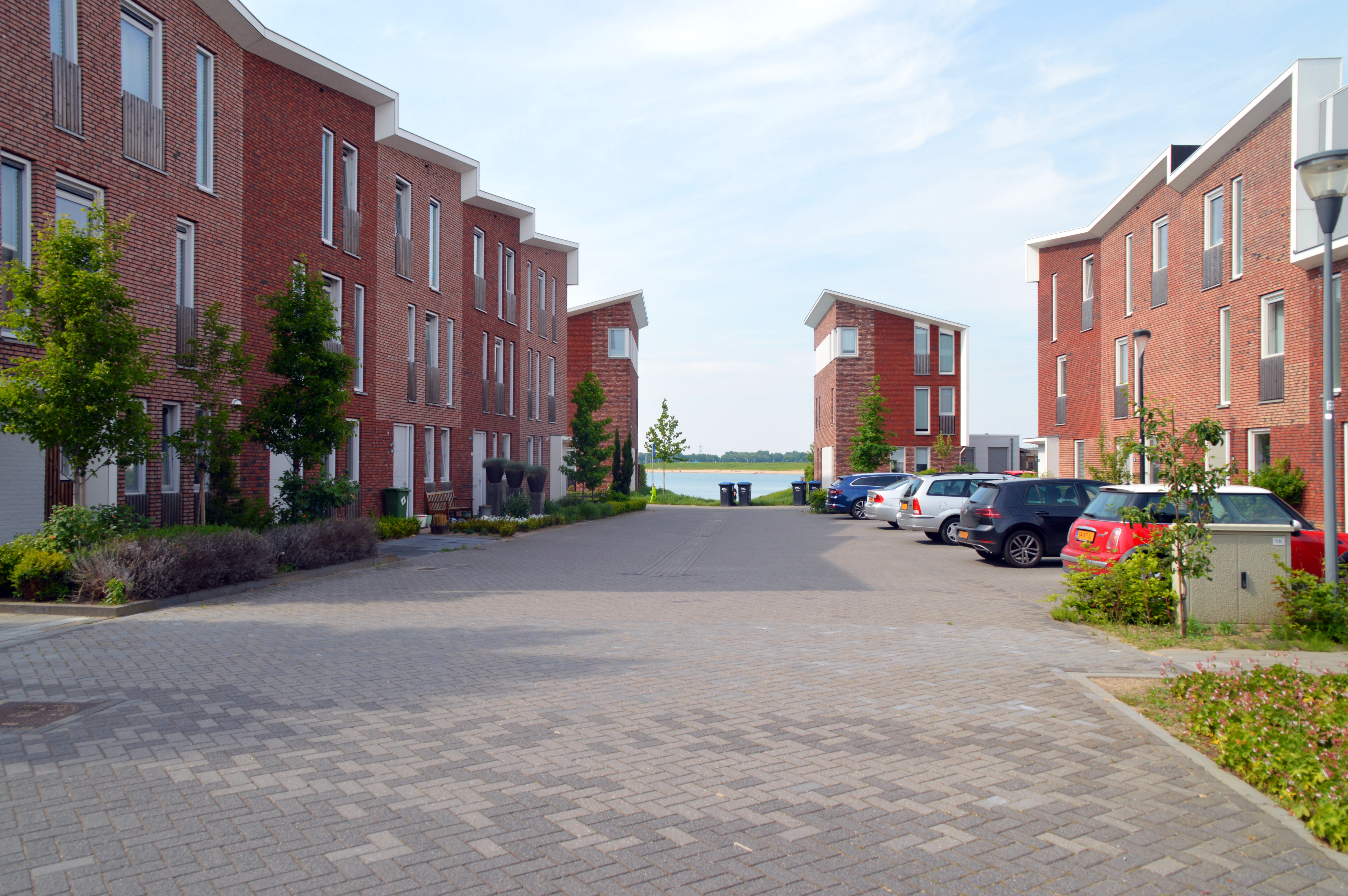
Nieuwbouwwijk aan de Lentse Plas in Lent (gemeente Nijmegen)
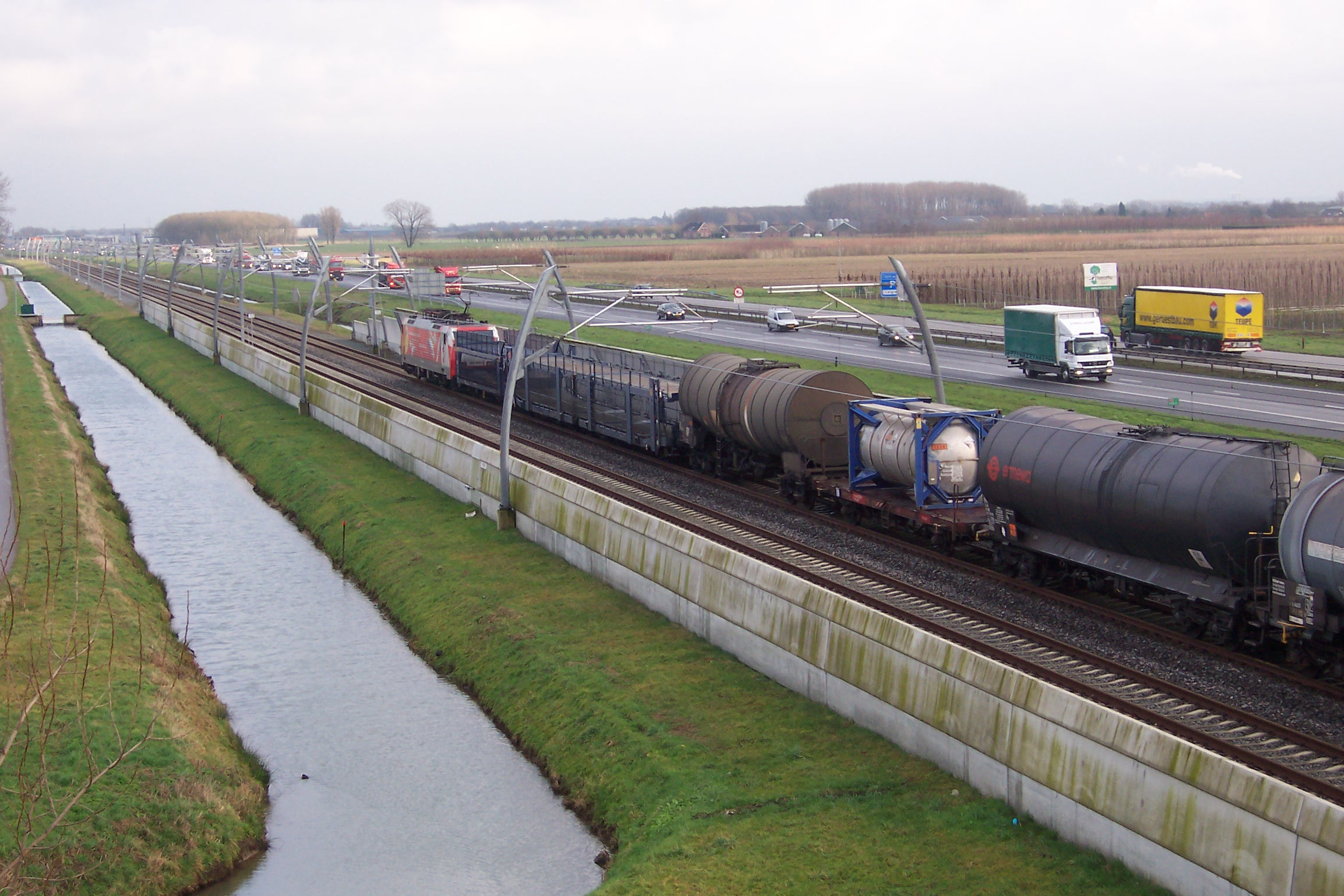
De Betuweroute nabij het dorp Dodewaard (Neder-Betuwe)
- Polygoonjournaal uit 1952: Betuwetocht voor fietsen en bromfietsen
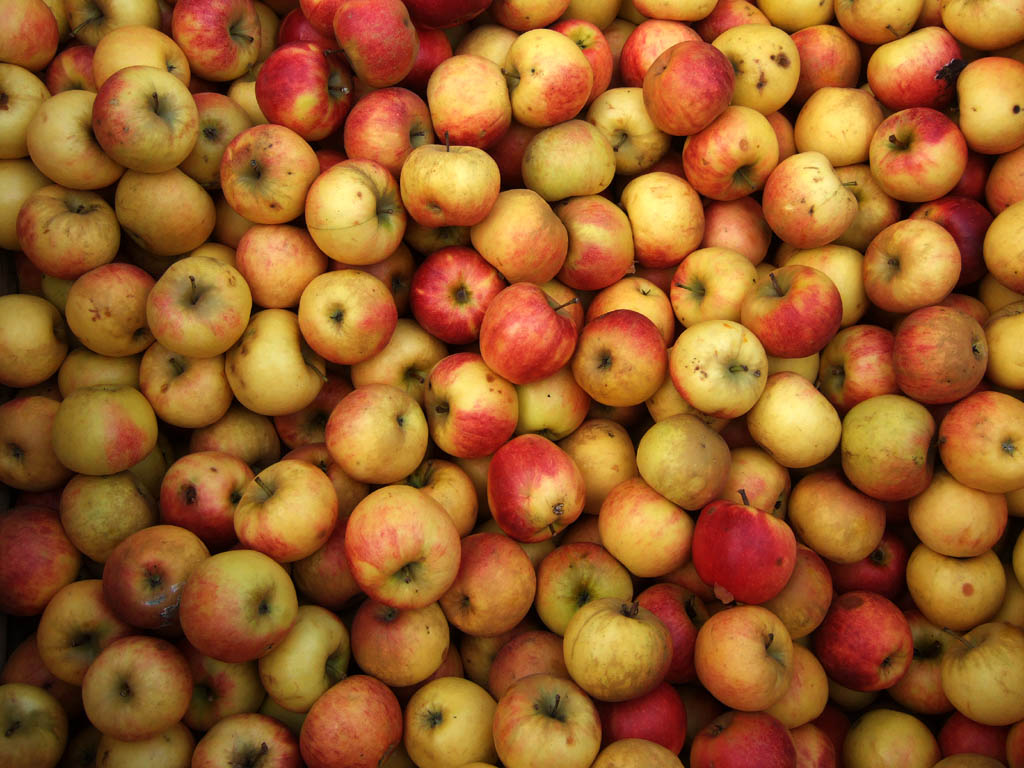
De Elstar, een beroemd Betuws appelras uit Elst (Overbetuwe)
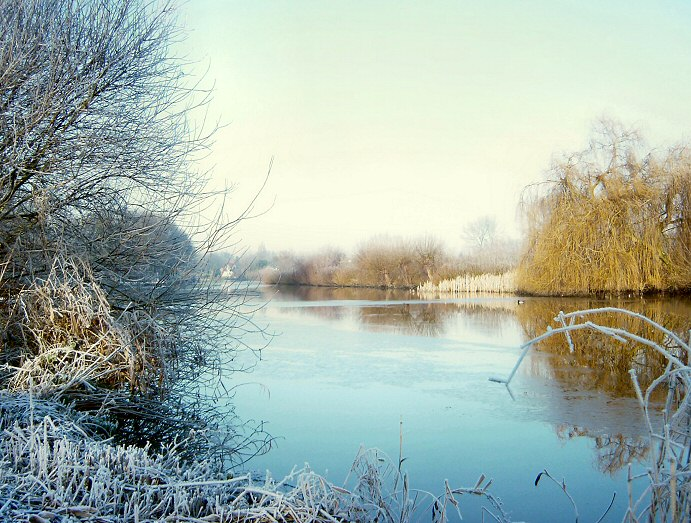
De rivier de Linge nabij het dorp Geldermalsen gedurende de winter
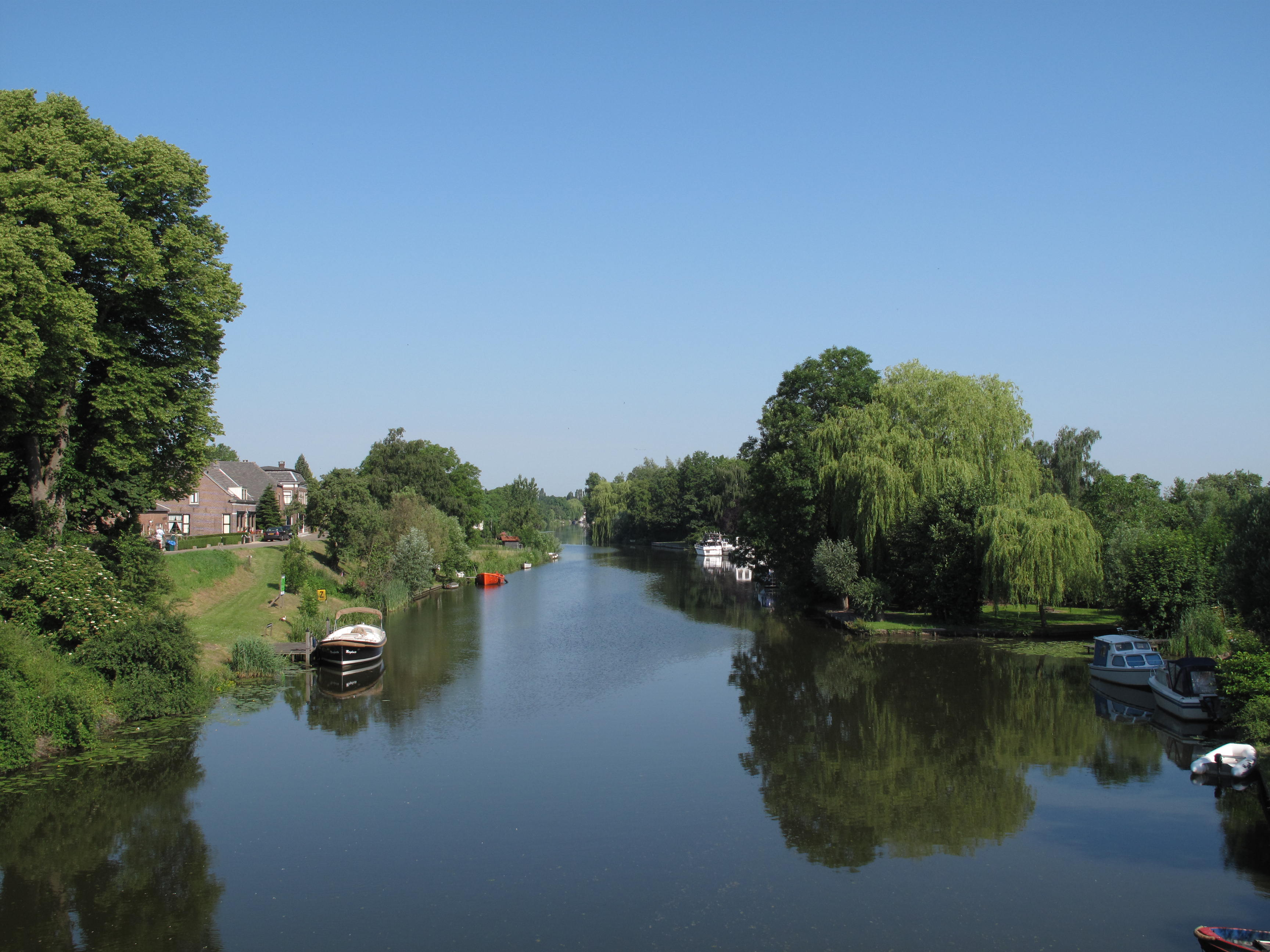
Rivier de Linge tussen Rumpt en Beesd (West Betuwe)
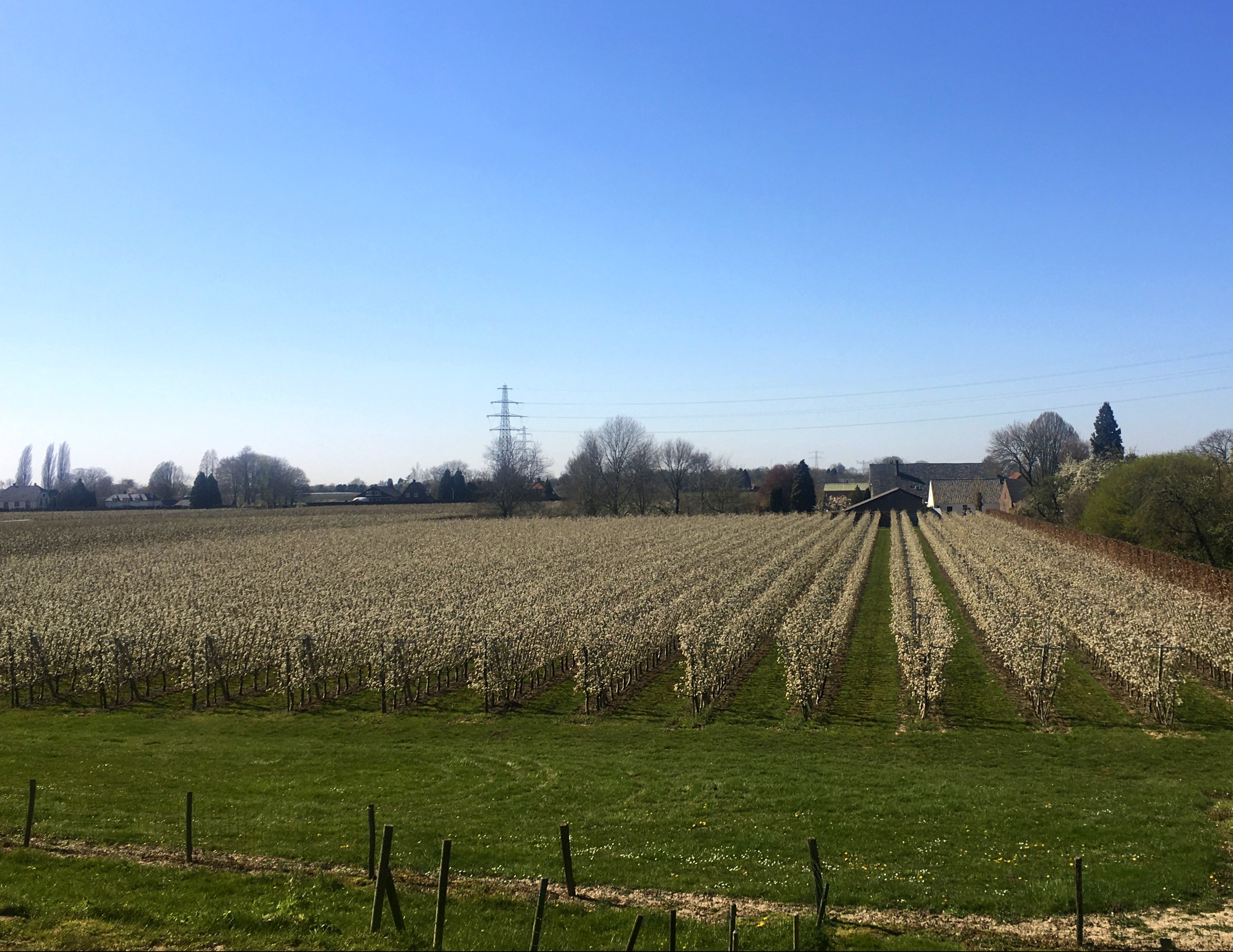
Boomgaard (laagstam) nabij Doornenburg (Lingewaard)
- De Betuwe Bloeit, een Polygoonjournaal uit 1931

## Trivia
- Het Nederlandse pruimenras Prunus domestica 'Betuwse Kwets' is naar de streek vernoemd.
- Het Gelders volkslied (Ons Gelderland van Coenradus Geerlings) bezingt achtereenvolgens de Veluwe, de Betuwe en de Graafschap.
- Er wordt dikwijls verondersteld dat de achternaam van de Duitse componist Ludwig van Beethoven verband houdt met de naam Betuwe.[1][19]